# Noel Quinn
Noel Paul Quinn, né le 13 janvier 1962, est un homme d'affaires bancaires britannique qui est le PDG de HSBC depuis mars 2020, après avoir succédé à John Flint. Il a initialement assumé le rôle à titre provisoire en août 2019.

## Formation
Quinn a fait ses études à l'école polytechnique de Birmingham. Il a ensuite suivi une formation d'expert-comptable auprès du groupe Grant Thornton.

## Carrière
Avant de devenir chef de la direction du groupe, Quinn était directeur général de la division Global Commercial Banking de HSBC à partir de décembre 2015. Il est devenu directeur général du groupe en septembre 2016. De 2011 à 2015, Quinn était responsable régional des services bancaires commerciaux pour l'Asie-Pacifique, basé à Hong Kong.
Quinn a rejoint Forward Trust Group, une filiale de Midland Bank, en 1987. Midland Bank a été acquise par HSBC en 1992. Il a dirigé les acquisitions par HSBC de Swan National Motor Finance et Eversholt Leasing Ltd, devenant tour à tour directeur général de chaque entreprise.
Depuis, il a occupé les postes de responsable du financement spécialisé et des actions chez HSBC, de directeur de la stratégie et du développement du groupe HSBC Insurance Services North America, de responsable du financement commercial en Europe et de responsable de la banque commerciale au Royaume-Uni (2008-2011).
Le 30 avril 2024, Noel Quinn, PDG de la banque HSBC depuis 2019, annonce prendre son départ à la retraite.

## Vie privée
Quinn est marié, et a 3 enfants. Il vit dans le comté de Surrey.